# Struna bębenkowa

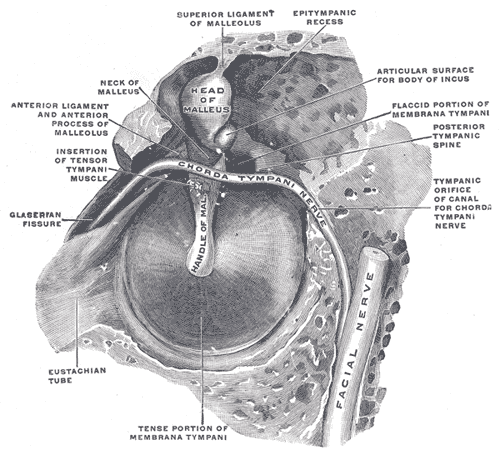
Topografia struny bębenkowej prawej w jamie bębenkowej. Widoczne odejście od pnia nerwu twarzowego, przebieg po przyśrodkowej powierzchni młoteczka i wyjście z jamy bębenkowej przez szczelinę skalisto-bębenkową (podpisaną Glaserian fissure).

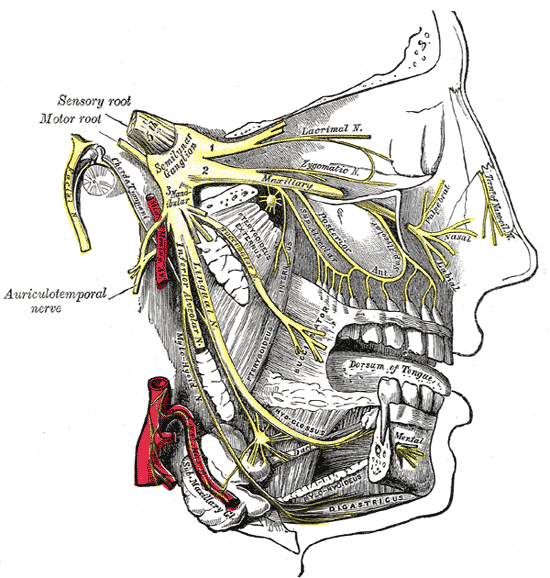
Topografia struny bębenkowej lewej (podpisana Chorda Tympani). Widoczne odejście od pnia nerwu twarzowego (Facial N.) i wniknięcie do pnia nerwu językowego (Lingual N.).

Struna bębenkowa (łac. chorda tympani) – w anatomii człowieka nerw będący gałęzią nerwu twarzowego.

## Przebieg
Rozpoczyna się w kości skroniowej odchodząc od przedniej powierzchni pnia nerwu twarzowego, pod kątem ostrym ku górze i do przodu. Biegnie w kanale kostnym do jamy bębenkowej, tworząc tam łuk wypukły ku górze, następnie układa się w fałdzie błony śluzowej na przyśrodkowej powierzchni błony bębenkowej pomiędzy odnogą długą kowadełka a rękojeścią młoteczka. W tym miejscu jej przebieg może być widoczny podczas otoskopii. Z jamy bębenkowej wydostaje się przez szczelinę skalisto-bebenkową, wchodząc do dołu podskroniowego. Biegnie dalej ku przodowi i dołowi przyśrodkowo od tętnicy oponowej środkowej i nerwu uszno-skroniowego a następnie łączy się z nerwem językowym dochodząc do jego tylnego brzegu.

### Warianty anatomiczne
Czasami struna bębenkowa oddaje do nerwu językowego jedynie gałęzie łączące zmierzając dalej samodzielnie do zwoju podżuchwowego.

## Zakres unerwienia
Struna bębenkowa prowadzi następujące włókna:
- dośrodkowe włókna smakowe z brodawek grzybowatych przednich 2/3 części języka
- włókna odśrodkowe przywspółczulne tworzące korzeń przywspółczulny zwoju podżuchwowego dla ślinianki podżuchwowej i ślinianki podjęzykowej.

## Zespolenia
Gałąź łącząca ze zwojem usznym (ramus communicans cum ganglio otico) – doprowadza do zwoju włókna ruchowe dla mięśnia dźwigacza podniebienia miękkiego.

## Klinika
Ze struną bębenkową związany jest zabieg operacyjny wykonywany przez otolaryngologów zwany chordotomią. Jest to przecięcie struny bębenkowej stosowane w przypadkach uporczywego ślinienia. Przecięcie struny bębenkowej odcina unerwienie przywspółczulne do ślinianki podżuchwowej i podjęzykowej hamując wydzielanie śliny.